# Zmrzlé rameno
Syndrom „zmrzlého ramene“ (frozen shoulder) pojmenoval R. Barbor v roce 1982. Jde o zvláštní onemocnění ramenního kloubu, které nemá obdobu v jiném kloubu lidského těla. Postihuje častěji ženy než muže. Název nemá vztah k fyzickému zamrznutí ramene, vyjadřuje pouze ztuhlost/nehybnost kloubu resp. celého ramenního pletence s omezením funkce paže jako např. při česání se, zapažování, upažování, vzpažení aj.

## Průběh
Rozvoj syndromu bývá popisován ve třech stupních:
1. bolest kloubu s relativně pohyblivým ramenním kloubem
2. zatuhnutí ramenního kloubu s pomalu odeznívající bolestí
3. navracení pohybu a vymizení bolesti s možnými reziduálními bolestmi a pohybovým omezením.

## Etiologie
Etiologie syndromu není snadná. Příčina není revmatoidní ani degenerativní (kostní změny), syndrom postihuje spíš měkké struktury ramenního kloubu: svaly, šlachy, bursy, vazy a kloubní pouzdro, u něhož dochází k fibróznímu svraštění v jeho podpažním nařasení. Vedle faktorů metabolických (tenzní útisk svalů), funkčních (přetěžování, strnulá pozice paže) či prochlazení (stažené okénko auta, průvan), má svůj podíl zřejmě i psychika postiženého.

## Prevence
Mnozí doporučují udržovat stav kloubu pohyby do zachovalých rozsahů. Doporučuje se zejména pohyb oddalující lopatku od hrudi, například vzpažení v leže na zádech s paží ohnutou v lokti a lehké pružení vahou předloktí, či zapažení v stoje s opřením hřbetu ruky o záda a lehké repetitivní pružení do zad. Pohyby by neměly vyvolávat bolest.

## Terapie
Syndrom lze výrazně zkrátit jemnou manipulační terapií, Lewit doporučuje postizometrickou relaxaci podlopatkového svalu s jemným protažením “trigger-pointů” a cvičení na svalovou souhru ramenního pletence.
Použít lze i prohřívací masti či lékařem aplikovanou injekci myorelaxancií do svalů a měkkých tkání kloubu.